# دان سميث (لاعب كرة قدم)
دان سميث (بالإنجليزية: Dan Smith)‏ (5 أكتوبر 1986 بسندرلاند في المملكة المتحدة - ) هو لاعب كرة قدم بريطاني في مركز الدفاع. لعب مع سانت جونستون ونادي أبردين ونادي سندرلاند وهدرسفيلد تاون ونادي بليث سبارتانز ونادي غيتزهد وChester-le-Street Town F.C. ‏ وDarlington 1883 ‏ وDunston UTS F.C. ‏ وسيهام ريد ستار ‏ ودارلينجتون إف سى.

## وصلات خارجية
- دان سميث على موقع قاعدة بيانات كرة القدم.إي يو (الإنجليزية)
- دان سميث على موقع Soccerbase.com (لاعب) (الإنجليزية)
- دان سميث على موقع عالم كرة القدم.نت (الإنجليزية)